# كنيسة الثالوث المقدس للروم الأرثوذكس (لويل، ماساتشوستس)
كنيسة الثالوث المقدس اليونانية الأرثوذكسية هي مبنى تاريخي للكنيسة الأرثوذكسية اليونانية في 62 شارع لويس في لويل، ماساتشوستس. الثالوث المقدس هي واحدة من العديد من الكنائس الأرثوذكسية الشرقية في لويل، إلى جانب كنيسة القديس جورج أنطاكية الأرثوذكسية، وتجلي كنيسة مخلصنا للكنيسة الأرثوذكسية اليونانية، وكنيسة القديس جورج للروم الأرثوذكس. تخضع الكنيسة لسلطة أبرشية الروم الأرثوذكس في أمريكا وتديرها محليًا متروبوليس في بوسطن. تقع الكنيسة في حي وسط مدينة لويل المعروف باسم عكا. بني عام 1906 وأضيف إلى السجل الوطني للأماكن التاريخية عام 1977. كانت الثالوث المقدس أول كنيسة تم بناؤها لجماعة الروم الأرثوذكس في الولايات المتحدة. تشتهر بقبتها الذهبية والفسيفساء والأيقونات والتاريخ الغني.
عين رئيس أساقفة أمريكا إياكوفوس، الذي قاد أبرشية الروم الأرثوذكس الأمريكية من عام 1959 حتى عام 1996، كاهنًا في الثالوث المقدس في 16 يونيو 1940.

## تاريخ
بنيت الكنيسة بسبب تزايد عدد المهاجرين اليونانيين في لويل في ذلك الوقت. بدأ البناء عام 1906 وافتتحت الكنيسة عام 1908. إنها أول كنيسة في أمريكا بنيت خصيصًا لطائفة يونانية. قبل إدراجها في السجل الوطني للأماكن التاريخية في 13 أبريل 1977. في أواخر عام 2010، بدأ المصلين أعمال ترميم الكنيسة. جدد سطحها الخارجي، وأصلحت الأضرار الناجمة عن المياه في الداخل. بالإضافة إلى ذلك، رممت العديد من اللوحات الجدارية للأيقونات.

### الأكاديمية الأمريكية اليونانية
تأسست الأكاديمية الأمريكية اليونانية في 4 مارس 1906. كانت تسمى في البداية المدرسة الأبرشية اليونانية. كانت الأكاديمية تقع أولاً في قبو الكنيسة. كانت أول أكاديمية أرثوذكسية يونانية في أمريكا، وقد أسسها بعض المهاجرين اليونانيين الذين أسسوا الكنيسة. تقع الأكاديمية الآن في شارع برودواي المجاور للكنيسة وتقوم بتعليم الأطفال في الصفوف K-8.

## بنيان
بنيت كنيسة الثالوث المقدس للروم الأرثوذكس في عام 1906 كأول كنيسة على الطراز البيزنطي في أمريكا. أكتمل بناؤها في عام 1908. يتخذ المبنى شكل صليب، مثل معظم الكنائس الأرثوذكسية اليونانية التقليدية. الهيكل هو تفسير لويل المعماري هنري ل. رورك لآيا صوفيا في القسطنطينية. داخل الكنيسة، تزين الفسيفساء الرواق. في صحن الكنيسة، زين الجدران بأيقونات بيزنطية مختلفة مع الزجاج الملون.

## صالة عرض

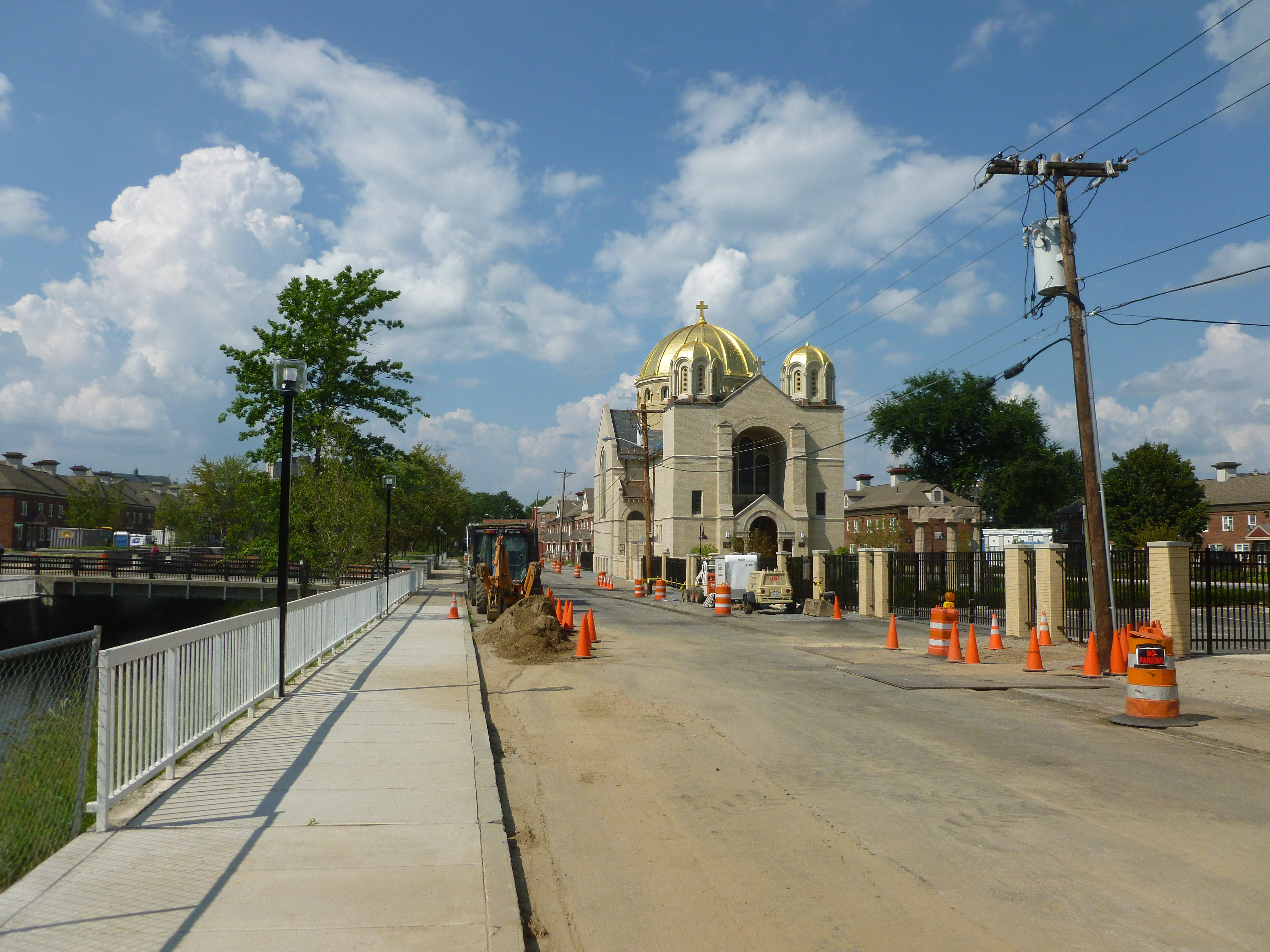
الكنيسة خلال النهار.
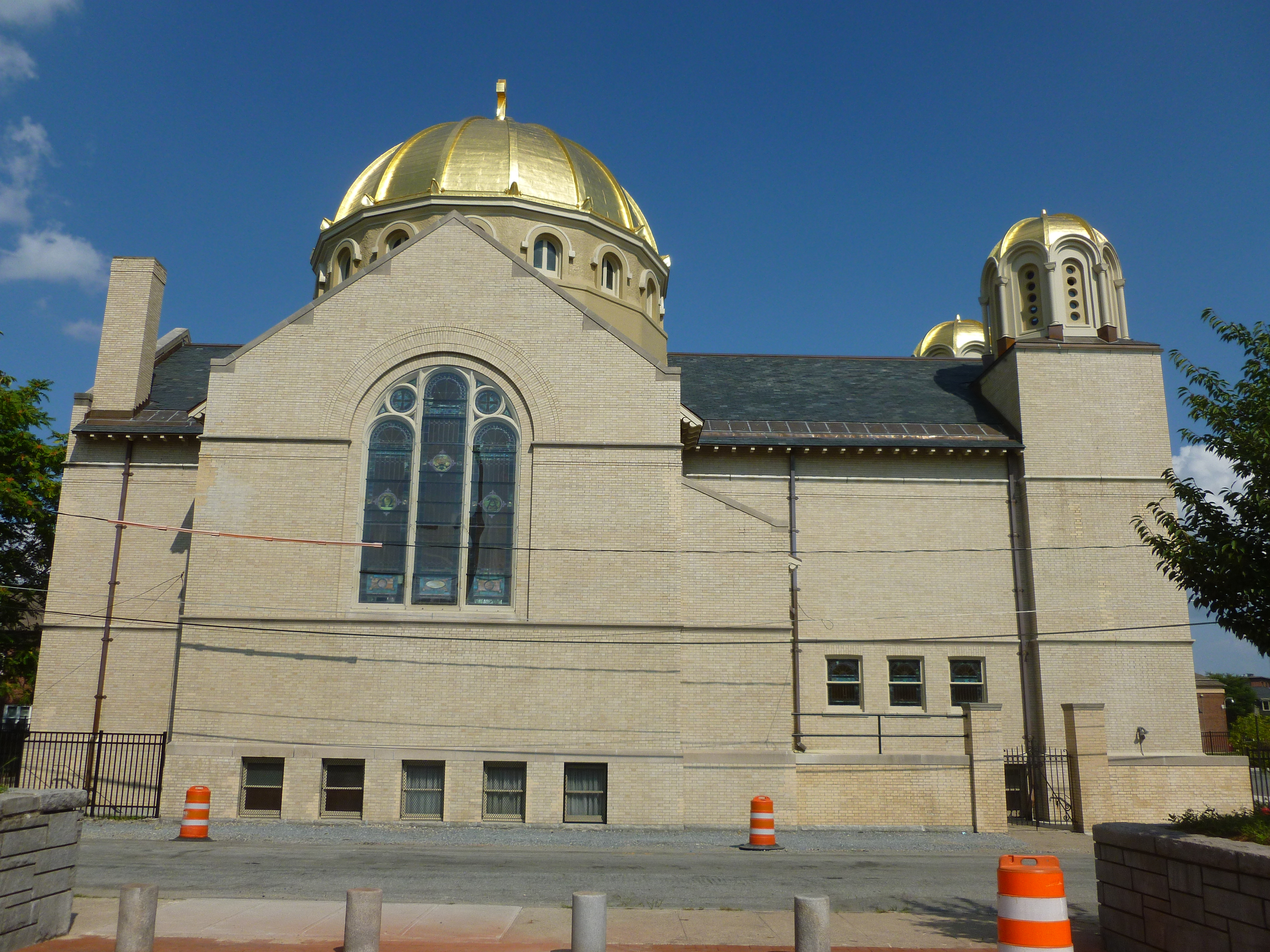
الجانب الغربي من الكنيسة.
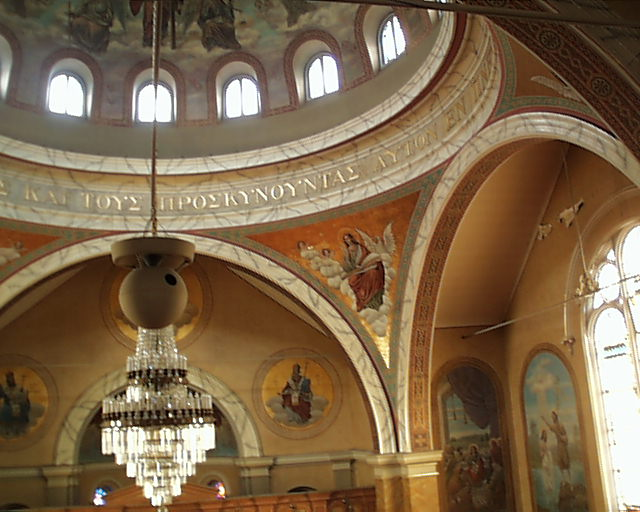
القبة الداخلية.
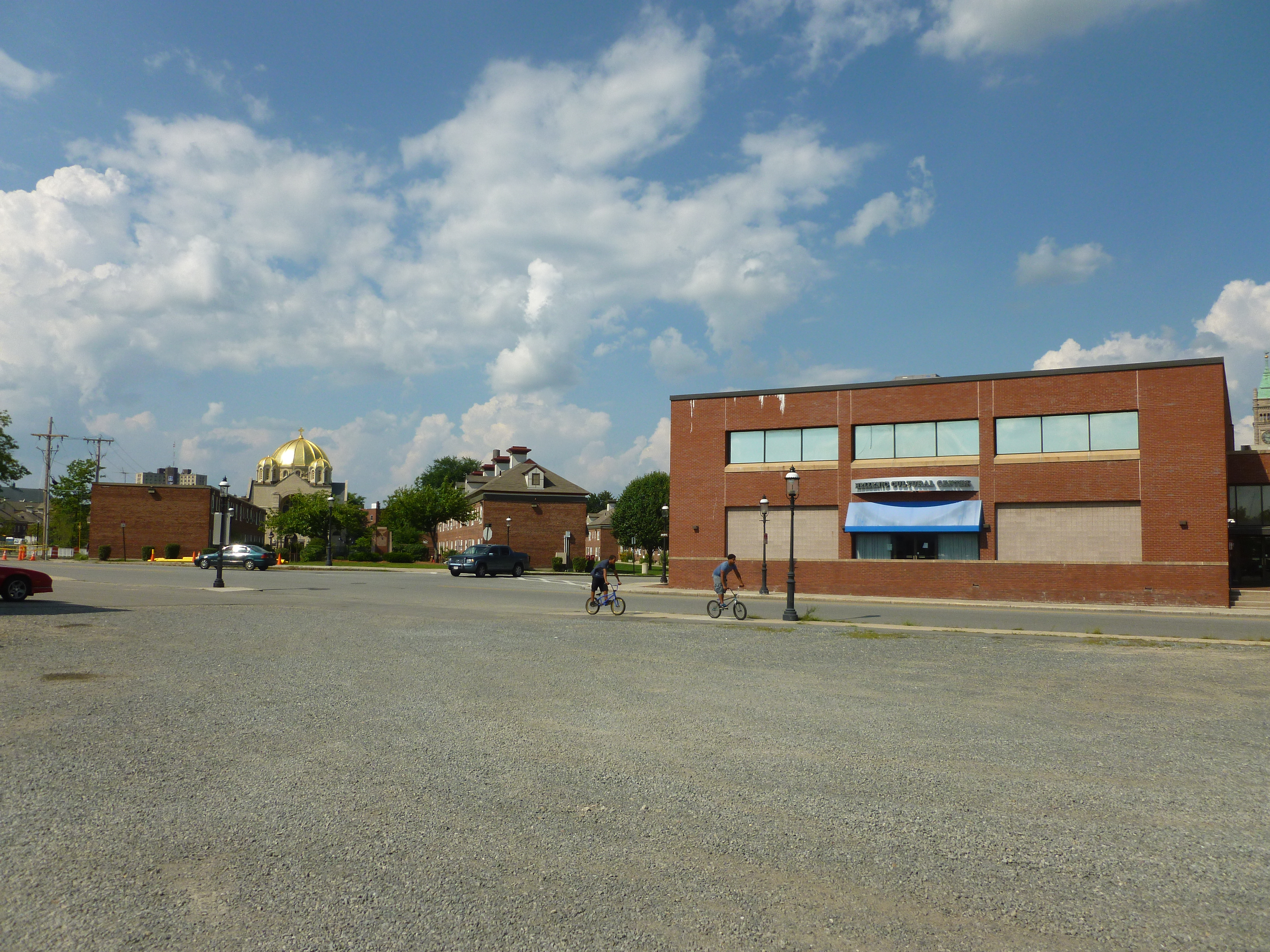
المركز الثقافي اليوناني المجاور للكنيسة.

## روابط خارجية
- موقع الكنيسة الرسمي